# Myosotis arvensis
Espèce
Classification phylogénétique
Le myosotis des champs (Myosotis arvensis) est une plante herbacée annuelle du genre Myosotis et de la famille des Boraginaceae.

## Description
C’est une plante haute de 15 à 50 cm, entièrement velue, recouverte de poils rudes qui lui donnent une couleur grisâtre.
Sa tige s’enroule à l’extrémité portant les fleurs.
Ses feuilles inférieures sont ovales, allongées, longues de 2 à 5 cm et disposées en rosette.
Les fleurs font 2 à 5 mm de diamètre et sont bleu pâle, bleu clair ou bleu‐gris. Elles se tiennent par petits groupes serrés les uns contre les autres. La période de floraison s’étend de mai à la fin de l’automne.

## Habitat naturel
C’est une espèce de demi‐ombre qui aime les sols frais et humides[réf. nécessaire] et pousse dans les champs, les chemins, les coupes forestières, les endroits nus, les dunes… Très commune dans le milieu montagnard, elle s’accommode aussi en ville, dans des lieux incultes, des décombres, sur les bords des chemins et dans des interstices sablonneux et secs[réf. nécessaire].

## Cycle de vie
C'est une annuelle thérophyte, c'est-à-dire qu'elle survit uniquement par ses graines pendant la mauvaise saison.

## Usages
Le myosotis des champs est cultivé comme plante ornementale.